# Sezer Öztürk
Sezer Öztürk (Velbert, 3 novembre 1985) è un ex calciatore turco, di ruolo centrocampista.

## Carriera

### Club
Ha giocato nella prima divisione tedesca ed in quella turca.

### Nazionale
Ha partecipato ai Mondiali Under-20 del 2005.

## Palmarès

### Club

#### Competizioni nazionali
- Coppa di Turchia: 1

Fenerbahçe: 2011-2012